# Amblypsilopus barkalovi
Amblypsilopus barkalovi är en tvåvingeart som beskrevs av Grichanov 1998. Amblypsilopus barkalovi ingår i släktet Amblypsilopus och familjen styltflugor. Inga underarter finns listade i Catalogue of Life.